# Justin Aikins
Justin Aikins (* 12. Januar 1982 in Surrey, British Columbia) ist ein ehemaliger kanadischer Eishockeyspieler, der im Verlauf seiner aktiven Karriere zwischen 2001 und 2011 hauptsächlich in den nordamerikanischen Minor Leagues ECHL und Central Hockey League (CHL) auf der Position des Centers bzw. rechten Flügelstürmers gespielt hat.

## Karriere
Aikins begann seine Karriere in der Saison 1998/99 im Alter von 16 Jahren bei den Langley Hornets in der British Columbia Hockey League (BCHL), bevor er zur Saison 2001/02 an die University of New Hampshire in die National Collegiate Athletic Association (NHL) wechselte. Beim NHL Entry Draft 2001 hatten ihn die Columbus Blue Jackets aus der National Hockey League (NHL) in der sechsten Runde als 173. ausgewählt. Nachdem er in den Jahren von 2001 bis 2005 in der NCAA gespielt und mit der Universität zweimal die Meisterschaft der Hockey East gewonnen hatte, zog es ihn zur Saison 2005/06 zu den Columbia Inferno in die ECHL. Er wechselte aber noch unter der Saison zum Ligakonkurrenten Long Beach Ice Dogs.
In der Saison 2006/07 stand Aikins bei den Phoenix RoadRunners  in der ECHL unter Vertrag und spielte dort eine sehr erfolgreiche Saison, nach der er zur Saison 2007/08 zum EHC München in die 2. Bundesliga wechselte. Dort konnte Aikins aber nicht überzeugen und der Vertrag wurde bereits nach fünf Spieltagen aufgelöst. Er kehrte nach Nordamerika zurück und bestritt die Saison bei den Bossier-Shreveport Mudbugs in der Central Hockey League (CHL). Außerdem absolvierte er ein paar Einsätze für die Rochester Americans in der American Hockey League (AHL).
Im April 2008 wurde bekannt gegeben, dass der Kanadier zur folgenden Saison nach Finnland zu Vaasan Sport in die zweitklassige Mestis wechseln würde. Mit der Mannschaft sicherte sich am Saisonende die Meisterschaft, scheiterte jedoch in den Relegationsspielen zum Aufstieg in die SM-liiga knapp an Porin Ässät. Trotz der erfolgreichen Spielzeit kehrte Aikins im Sommer 2009 in die CHL zu den Bossier-Shreveport Mudbugs. Dort absolvierte er zwei weitere Spielzeiten im nordamerikanischen Minor-League-Eishockey. In der Saison 2010/11, an deren Ende Aikins im Alter von 29 Jahren sein Karriereende bekannt gab, gewann er mit den Mudbugs den Meistertitel der CHL in Form des Ray Miron President’s Cups.

## Erfolge und Auszeichnungen
| - 2002 Lamoriello-Trophy-Gewinn mit der University of New Hampshire - 2003 Lamoriello-Trophy-Gewinn mit der University of New Hampshire - 2006 Teilnahme am ECHL All-Star Game | - 2009 Meister der Mestis mit Vaasan Sport - 2011 Ray-Miron-President’s-Cup-Gewinn mit den Bossier-Shreveport Mudbugs |

## Karrierestatistik
(Legende zur Spielerstatistik: Sp oder GP = absolvierte Spiele; T oder G = erzielte Tore; V oder A = erzielte Assists; Pkt oder Pts = erzielte Scorerpunkte; SM oder PIM = erhaltene Strafminuten; +/− = Plus/Minus-Bilanz; PP = erzielte Überzahltore; SH = erzielte Unterzahltore; GW = erzielte Siegtore; 1 Play-downs/Relegation; Kursiv: Statistik nicht vollständig)